# Dichelacera
Dichelacera är ett släkte av tvåvingar. Dichelacera ingår i familjen bromsar.

## Dottertaxa tillDichelacera, i alfabetisk ordning[1]
- Dichelacera abbreviata
- Dichelacera acrocata
- Dichelacera adusta
- Dichelacera albifasciata
- Dichelacera albitibialis
- Dichelacera albomarginata
- Dichelacera alcicornis
- Dichelacera amazonensis
- Dichelacera ambiguus
- Dichelacera amilcar
- Dichelacera anodonta
- Dichelacera antunesi
- Dichelacera apicalis
- Dichelacera aurata
- Dichelacera auristriata
- Dichelacera bifascies
- Dichelacera bolviensis
- Dichelacera callosa
- Dichelacera caloptera
- Dichelacera cervicornis
- Dichelacera chocoensis
- Dichelacera cnephosa
- Dichelacera corumbaensis
- Dichelacera costaricana
- Dichelacera crocata
- Dichelacera damicornis
- Dichelacera deliciae
- Dichelacera diaphorina
- Dichelacera dorotheae
- Dichelacera fairchildi
- Dichelacera fasciata
- Dichelacera flavescens
- Dichelacera flavicosta
- Dichelacera fuscinervis
- Dichelacera fuscipes
- Dichelacera gamma
- Dichelacera grandis
- Dichelacera hartmanni
- Dichelacera hubbelli
- Dichelacera imfasciata
- Dichelacera intermedia
- Dichelacera januarii
- Dichelacera leucotibialis
- Dichelacera marginata
- Dichelacera melanoptera
- Dichelacera melanosoma
- Dichelacera mexicana
- Dichelacera micracantha
- Dichelacera modesta
- Dichelacera multiguttata
- Dichelacera nigricorpus
- Dichelacera nubiapex
- Dichelacera ochracea
- Dichelacera paraensis
- Dichelacera parvidens
- Dichelacera princessa
- Dichelacera pulchra
- Dichelacera pulchroides
- Dichelacera pullata
- Dichelacera regina
- Dichelacera rex
- Dichelacera rubricosa
- Dichelacera rubrofemorata
- Dichelacera scapularis
- Dichelacera scutellata
- Dichelacera serrata
- Dichelacera steleiothorax
- Dichelacera striata
- Dichelacera subcallosa
- Dichelacera submarginata
- Dichelacera tenuicornis
- Dichelacera tetradelta
- Dichelacera t-nigrum
- Dichelacera transposita
- Dichelacera trigonifera
- Dichelacera trisulca
- Dichelacera unifasciata
- Dichelacera varia
- Dichelacera variegata
- Dichelacera villavoensis